# Звонко Живкович
Звонко Живкович (сербохорв. Zvonko Živković, серб. Звонко Живковић, нар. 31 жовтня 1959, Белград) — югославський футболіст, що грав на позиції нападника. По завершенні ігрової кар'єри — сербський тренер.
Виступав, зокрема, за «Партизан» та «Бенфіку», а також національну збірну Югославії.

## Клубна кар'єра
Вихованець клубу «Галеніка» (Земун), з якого 1977 року потрапив до школи «Партизана». У дорослому футболі дебютував 1978 року виступами за першу команду белградців, в якій провів вісім сезонів, взявши участь у 187 матчах чемпіонату. Більшість часу, проведеного у складі «Партизана», був основним гравцем атакувальної ланки команди. За цей час двічі виборював титул чемпіона Югославії в 1982/83 та 1985/86 роках.
У 1986 році після досягнення вікового цензу, з якого югославським гравцям дозволялось ставати легіонерами, Живкович залишив «Партизан» і переїхав за кордон. Першим його іноземним клубом була португальська «Бенфіка» з Лісабона, з якою він виграв «золотий дубль» у сезоні 1986/87, але основним гравцем не став, тому наступного року поїхав до ФРН, де підписав контракт з «Фортуною» (Дюссельдорф). Будучи гравцем «Фортуни», в сезоні 1987/88 Живкович допоміг команді посісти 5 місце у Другій Бундеслізі.
Завершив ігрову кар'єру у французькій команді другого дивізіону «Діжон», за яку виступав протягом 1988—1991 років.

## Виступи за збірні
Виступав у складі юнацької збірної Югославії (U-20), з якою поїхав на молодіжний чемпіонат світу 1979 року, що пройшов у Японії. Там Живкович зіграв у всіх трьох матчах, але його команда не вийшла з групи.
Не провівши жодного матчу у складі національної збірної Югославії, Звонко потрапив у заявку команди на чемпіонат світу 1982 року в Іспанії, де, втім, теж на поле не виходив.
У національній збірній Живкович дебютував 17 листопада 1982 року у матчі кваліфікації на Євро-1984 проти Болгарії (1:0). Свій перший гол за збірну Живкович забив у своєму наступному матчі, що відбувся 15 грудня 1982 року, теж в рамках відбору до чемпіонату Європи проти Уельсу, коли Югославія зіграла внічию 4:4.
Надалі за збірну тривалий час не грав, поки не поїхав з командою на Кубок Неру у 1985 році, ставши срібним призером турніру. Там Живкович зіграв свої три останні гри за збірну і 29 січня 1985 року забив свій другий гол у матчі проти Китаю (1:1). Загалом протягом кар'єри у національній команді, провів у її формі 5 матчів, забивши 2 голи.

## Тренерська кар'єра
Після закінчення кар'єри гравця Живкович став тренером і повернувся до рідного «Земуна», де протягом наступних п'яти років працював тренером молодіжних команд. Після цього він став помічником тренера першої команди Йована Коврлії в сезоні 1997/98. Згодом Живкович перейшов у «Партизан», де працював із юнаками U-15, U-17 та U-18.
Пізніше, у сезоні 2003/04, Живкович очолював боснійський «Рудар» (Углєвик), який грав у Прем'єр-лізі.
Наступного року він був призначений головним тренером юнацької збірної Сербії і Чорногорії U-19. На юнацькому чемпіонаті Європи 2005 року, який проходив у Північній Ірландії, він вийшов зі збірною у півфінал, де їх перемогла збірна Англії 1:3. Після розпаду країни Живкович продовжив керувати юнацькою збірною Сербії U-19, з якою вийшов на юнацький чемпіонат Європи 2007 року в Австрії, але цього разу його підопічні не змогли вийти з групи.
Надалі був головним тренером сербських клубів «Металац» (Горній Милановаць) та «Телеоптик», а також працював у тренерському штабі «Партизана».
У квітні 2021 року був призначений новим головним тренером молодіжної збірної Сербії.

## Титули і досягнення
- Чемпіон Югославії (2):

«Партизан»: 1982/83, 1985/86
- Чемпіон Португалії (1):

«Бенфіка»: 1986/87
- Володар Кубка Португалії (1):

«Бенфіка»: 1986/87